# 岩手県道225号北上和賀線
岩手県道225号北上和賀線（いわてけんどう225ごう きたかみわがせん）は、岩手県北上市を通る一般県道である。

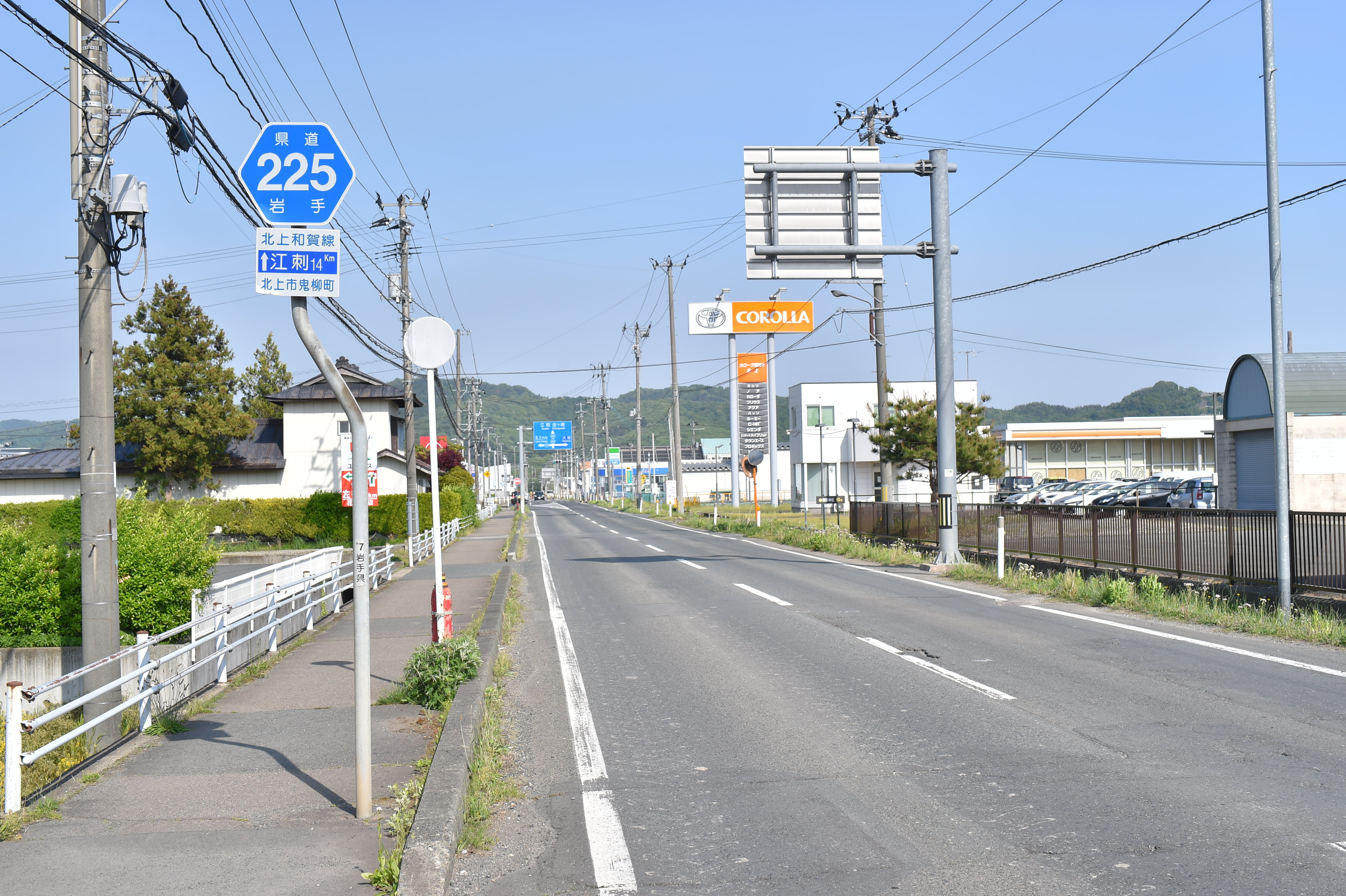
岩手県道225号北上和賀線
北上市鬼柳町（2025年5月）

## 概要
北上市鬼柳町から北上市和賀町に至る。

### 路線データ
- 実延長： 10,732.8m[1]
- 起点：北上市鬼柳町[1]（県道254号交点）
- 終点：北上市和賀町[1]（北上西IC・県道47号交点）

## 歴史
- 1971年（昭和46年）4月1日 - 県道に認定される[1]。

## 路線状況

### 重複区間
- 北上市鬼柳町古川 - 北上市鬼柳町荒堰：岩手県道254号相去飯豊線
- 北上市和賀町岩崎32地割 - 北上市和賀町岩崎28地割：岩手県道122号夏油温泉江釣子線

## 地理

### 通過する自治体
- 北上市

### 交差する道路
- 岩手県道254号相去飯豊線・相去方面（北上市鬼柳町古川）
（県道254号重複区間）
- 岩手県道254号相去飯豊線・飯豊方面（北上市鬼柳町荒堰）
- 国道4号（北上市鬼柳町荒高）
- 岩手県道122号夏油温泉江釣子線・江釣子方面（北上市和賀町岩崎32地割）
（県道122号重複区間）
- 岩手県道122号夏油温泉江釣子線・夏油温泉方面（北上市和賀町岩崎28地割）
- 秋田自動車道北上西IC・岩手県道47号北上西インター線（北上市和賀町山口41地割）